# Jubilejny (obwód grodzieński)
Jubilejny (biał. Юбілейны; ros. Юбилейный; hist. Borowszczyzna) – agromiasteczko na Białorusi, w obwodzie grodzieńskim, w rejonie wołkowyskim, w sielsowiecie Krasne Sioło.
Dawniej folwark. W dwudziestoleciu międzywojennym Borowszczyzna leżała w Polsce, w województwie białostockim, w powiecie wołkowyskim, w gminie Piaski.
W 1997 powstała tu kaplica rzymskokatolicka parafii Trójcy Przenajświętszej w Strubnicy.